# Todor Artarski
Todor Artarski (né le 30 janvier 1935) est un athlète bulgare, spécialiste du lancer du disque et du lancer du poids. 
Il remporte la médaille d'argent du lancer du disque aux championnats d'Europe 1958, devancé par le Polonais Edmund Piątkowski et se classe par ailleurs 10e du concours du lancer du poids. 
Il se classe 20e des Jeux olympiques de 1960 à Rome.